# Harry Connick Jr.
Joseph Harry Fowler Connick Jr., dit Harry Connick Jr., est un acteur, producteur, pianiste, présentateur, chanteur et compositeur américain, né le 11 septembre 1967 à La Nouvelle-Orléans (Louisiane).

## Biographie

### Jeunesse et formations
Joseph Harry Fowler Connick Jr. naît le 11 septembre 1967 à La Nouvelle-Orléans, en Louisiane. Son père, Harry Connick Sr., est district attorney (procureur) à La Nouvelle-Orléans, et sa mère, Anita Connick, est juge. Ils possèdent également un magasin de disques, ce qui explique l'intérêt du Harry pour la musique dès son plus jeune âge. À trois ans, il commence à jouer du piano et se produit publiquement pour la première fois à l'âge de six ans. À dix ans, il enregistre un disque avec un groupe de jazz professionnel. Il continue son éducation musicale au New Orleans Center For The Creative Arts, tout en se produisant dans des clubs et bars.
Alors qu'il n'a que 13 ans, sa mère décède d'un cancer, après plusieurs années de lutte contre la maladie.
À 18 ans, il s'installe à New York pour étudier, tout d'abord au Hunter College, puis à la Manhattan School of Music. Il rencontre alors George Butler, cadre chez Columbia, avec qui il signe un contrat. 

### Carrière
En 1987, à 19 ans, Harry Connick Jr. sort un album de standards musicaux, qui reçoit les critiques très enthousiastes des plus grands noms du jazz.
En 1988, il sort un nouvel album 20, sur lequel il accompagne les morceaux musicaux de sa voix, contrairement au précédent.
Le réalisateur Rob Reiner l'appelle pour composer son film Quand Harry rencontre Sally (1989), avec Billy Crystal et Meg Ryan : il choisit plusieurs de ses chansons, et, une fois le film sorti, l'album devient rapidement double disque de platine. Son premier véritable grand succès lui permet de réaliser une tournée mondiale.
En 1990, il tient le rôle principal, celui du sergent Clay Busby, dans le film de guerre Memphis Belle de Michael Caton-Jones.
En 1995, il incarne Daryll Lee Cullum, le tueur en série, dans le thriller Copycat de Jon Amiel, terrorisant la psychiatre Helen Hudson (interprétée par Sigourney Weaver), aux côtés de Holly Hunter et Dermot Mulroney.
En 1996, il apparaît dans le rôle du capitaine Jimmy Wilder dans le film de science-fiction Independence Day de Roland Emmerich, aux côtés de Will Smith et Jeff Goldblum.
En 2002, à la télévision, il interprète Leo Markus, petit-ami et futur époux de Grace Adler pour le sitcom Will et Grace (Will & Grace), diffusé sur la chaîne NBC jusqu'en 2006.

## Discographie
- 1977 : Dixieland Plus
- 1978 : Eleven
- 1987 : Harry Connick Jr.
- 1988 : 20
- 1989 : When Harry Met Sally...
- 1990 : Lofty's Roach Souffle
- 1990 : We Are in Love
- 1991 : Blue Light, Red Light
- 1992 : 25
- 1993 : France I Wish You Love
- 1993 : When My Heart Finds Christmas
- 1994 : She
- 1996 : Star Turtle
- 1997 : To See You
- 1999 : Come By Me
- 2001 : 30
- 2001 : Songs I Heard
- 2002 : Thou Shalt Not
- 2003 : Harry for the Holidays
- 2003 : Other Hours: Connick on Piano, Volume 1
- 2004 : Only You (And You Alone)
- 2005 : Occasion: Connick on Piano, Volume 2
- 2006 : Harry on Broadway, Act I
- 2007 : My New Orleans
- 2007 : Oh, My Nola
- 2008 : What A Night!: A Christmas Album
- 2009 : Your Songs
- 2013 : Every Man Should Know
- 2013 : Smokey
- 2015 : That Would Be Me
- 2019 :  True Love[1]
- 2021 : Alone With My Faith

## Filmographie

### Cinéma

#### Longs métrages
- 1990 : Memphis Belle de Michael Caton-Jones : le sergent Clay Busby
- 1991 : Le Petit Homme (Little Man Tate) de Jodie Foster : Eddie
- 1995 : Copycat de Jon Amiel : Daryll Lee Cullum
- 1996 : Independence Day de Roland Emmerich : le capitaine Jimmy Wilder
- 1997 : Excess Baggage  de Marco Brambilla : Greg Kistler
- 1998 : Ainsi va la vie (Hope Floats) de Forest Whitaker : Justin Matisse
- 1999 : Le Géant de fer (The Iron Giant) de Brad Bird : Dean McCoppin (voix)
- 1999 : Wayward Son de Randall Harris : Jesse Banks Rhodes
- 2000 : Mon chien Skip (My Dog Skip) de Jay Russell : le narrateur (voix)
- 2000 : The Simian Line de Linda Yellen : Rick
- 2001 : Chewing-Gum et Cornemuse (Life Without Dick) de Bix Skahill : Daniel Gallagher
- 2003 : Basic de John McTiernan : Vilmer
- 2004 : Mickey de Hugh Wilson : Glen
- 2006 : Bug de William Friedkin : Jerry Goss
- 2007 : P.S. I Love You de Richard LaGravenese : Daniel Connelly
- 2009 : New in Town de Jonas Elmer : Ted Mitchell
- 2011 : L'Incroyable Histoire de Winter le dauphin (Dolphin Tale) de Charles Martin Smith : Clay Haskett
- 2013 : Angela Sing de Tim McCanlies : Michael walker
- 2014 : L'Incroyable Histoire de Winter le dauphin 2 (Dolphin Tale 2) de Charles Martin Smith : Clay Haskett
- 2021 : Fear of Rain de Castille Landon : John Burroughs

#### Courts métrages
- 1997 : Action League Now!!: Rock-A-Big-Baby de Tim Hill : Big Baby (voix)

### Télévision

#### Téléfilms
- 2001 : South Pacific de Richard Pearce : le lieutenant Joseph Cable
- 2008 : Un combat pour la vie (Living Proof) de Dan Ireland : Dr Dennis Slamon
- 2021 : Annie Live! de Lear Debessonet et Alex Rudzinski : Warbucks

#### Séries télévisées
1992: Cheers: s10 e17 : Russell Boyd
- 2002-2017 : Will et Grace : Dr Leo Markus (25 épisodes)
- 2005 : The Happy Elf : Lil Farley
- 2012 : New York, unité spéciale (Law & Order: Special Victims Unit) : David Haden, premier substitut du procureur (4 épisodes)
- 2014-2016 : American Idol : le juge

## Distinctions

### Récompenses
- 1989 Grammy : Best Jazz Vocal Performance by a Male, When Harry Met Sally... (Quand Harry rencontre Sally)
- 1990 Grammy : Best Jazz Vocal Performance by a Male, We Are In Love
- 1990 Billboard Music Award : Jazz Artist
- 1990 Grammy : Best Traditional Pop Vocal Album, Songs I Heard
- 2004 Emmy : Outstanding Music Direction, Harry Connick, Jr.: “Only You” In Concert

### Nominations
- 1990 Grammy : Best Instrumental Arrangement w/ Vocals, "Recipe For Love" - Harry Connick, Jr. & Mark Shaiman
- 1990 Grammy : Best Instrumental Composition, "One Last Pitch (Take 2)" - Harry Connick, Jr. & Joe Livingston
- 1990 Oscar : Best Song, "Promise Me You'll Remember", performed by Harry Connick, Jr. - John Bettis, Carmine Coppola
- 1991 Emmy : Best Performance in a Variety Special, Swingin' Out Live
- 1991 Golden Globe : Best Original Song, "Promise Me You'll Remember", performed by Harry Connick, Jr. - John Bettis, Carmine Coppola
- 1992 Grammy : Best Instrumental Arrangement w/ Vocals, "Blue Light, Red Light (Someone's There)"
- 1992 Grammy : Best Traditional Pop Performance, Blue Light, Red Light
- 1998 Blockbuster Entertainment Award : Favorite Actor in Drama/Romance, Hope Floats (Ainsi va la vie)
- 1999 Grammy : Best Traditional Pop Vocal Performance, Come By Me
- 2002 Tony Awards : Best Original Musical Score, Thou Shalt Not
- 2004 Grammy : Best Traditional Pop Vocal Album, Only You
- 2004 American Music Awards : Favorite Adult Contemporary Artist

## Anecdote
Harry Connick Jr. a un attachement spécial pour le Maroc, où ses parents se sont rencontrés. Tous les deux travaillaient alors sur une base militaire américaine près de Casablanca.